# Rue Rameau (Antony)
Pour les articles homonymes, voir Rue Rameau.
La rue Rameau est une voie de la commune française d'Antony dans les Hauts-de-Seine.

## Origine du nom

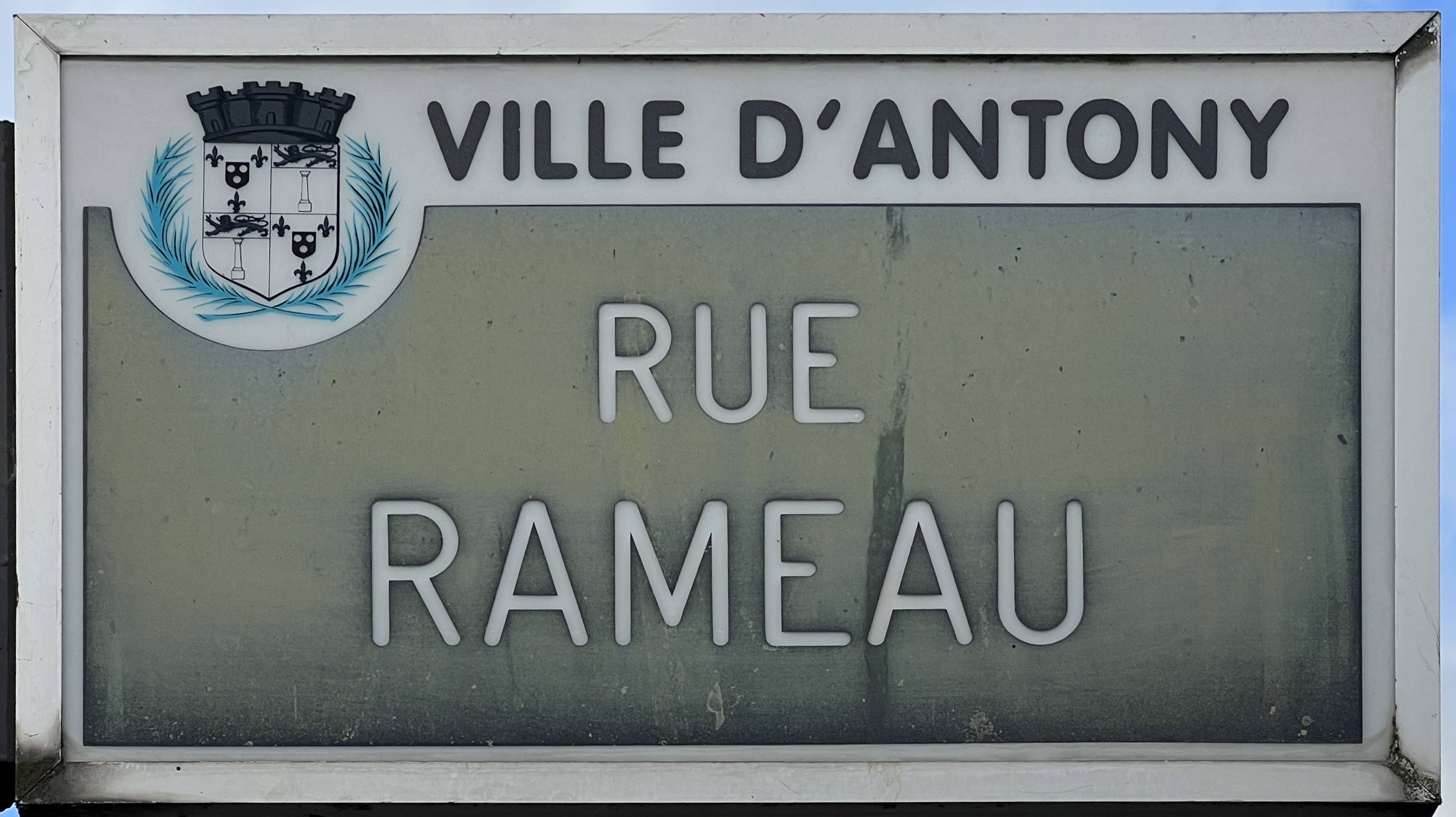
Plaque de la rue.

Cette rue tient son nom de Jean-Philippe Rameau, compositeur et théoricien de la musique.

## Historique
Cette rue fait partie d'un lotissement Castors, dont le principe pour les propriétaires consistait à se grouper en coopérative d'auto-construction pour obtenir les matériaux au moindre prix, et à exécuter eux-mêmes le maximum de travaux.

## Pour approfondir